# Ali B op volle toeren
Ali B op volle toeren is een Nederlands televisieprogramma van de AVROTROS (voorheen: TROS) gepresenteerd door Ali B. De titel van het programma verwijst naar het oude TROS-programma Op volle toeren waarin Nederlandstalige muziek centraal stond. Het werd in eerste instantie van 2011 tot 2016 uitgezonden maar maakte in 2020 zijn terugkeer.

## Format
In elke uitzending brengt Ali B een bevriende rapper of r&b-zanger in contact met een Nederlandstalige artiest. De laatstgenoemde kiest een gouwe ouwe uit zijn eigen repertoire en de rapper maakt hiervan een remake, een persoonlijke, vrije interpretatie in zijn eigen stijl, en vice versa. Aan het eind van elke aflevering brengen beide artiesten hun nieuwe versie ten gehore ten overstaan van de originele artiest.

## Afleveringen

### Seizoen 1
| Nr.    | Uitzenddatum    | Artiest           | Eigen nummer                | Remake andermans nummer  | Hitnotering remake                                         |
| ------ | --------------- | ----------------- | --------------------------- | ------------------------ | ---------------------------------------------------------- |
| 1      | 5 januari 2011  | Lenny Kuhr        | De troubadour               | Spijt                    |                                                            |
| 1      | 5 januari 2011  | Keizer            | Mama sorry                  | De troubadour 2011       | Nr. 50 in de Single Top 100                                |
| 2      | 12 januari 2011 | Ben Cramer        | De clown                    | Hé man                   |                                                            |
| 2      | 12 januari 2011 | Fresku            | Twijfel                     | De clown 2011            |                                                            |
| 3      | 19 januari 2011 | Willeke Alberti   | Telkens weer                | Luister meisje           |                                                            |
| 3      | 19 januari 2011 | Kleine Viezerik   | Meisje luister              | Telkens weer 2011        |                                                            |
| 4      | 26 januari 2011 | Stef Bos          | Papa                        | Dingen gedaan 2011       |                                                            |
| 4      | 26 januari 2011 | Negativ           | Dingen gedaan               | Vaders                   |                                                            |
| 5      | 2 februari 2011 | Bonnie St. Claire | Bonnie kom je buiten spelen | Eeyeeyo 2011             |                                                            |
| 5      | 2 februari 2011 | Darryl            | Eeyeeyo                     | Bonnie                   |                                                            |
| 6      | 9 februari 2011 | Dennie Christian  | Rosamunde                   | Ik ben niet meer van jou | Nr. 12 in de Single Top 100                                |
| 6      | 9 februari 2011 | Yes-R             | Uit elkaar                  | Rosamunde 2011           | Nr. 38 in de Nederlandse Top 40 Nr. 7 in de Single Top 100 |
| 7      | 2 maart 2011    | Anneke Grönloh    | Brandend zand               | Obsessie 2011            |                                                            |
| 7      | 2 maart 2011    | Gio               | Obsessie                    | Brandend hart            |                                                            |
| 8      | 9 maart 2011    | Henny Vrienten    | Sinds 1 dag of 2 (32 jaar)  | 32 jaar later            |                                                            |
| 8      | 9 maart 2011    | Winne             | Lotgenoot                   | 't Is voorbij            |                                                            |
| N.v.t. | 16 maart 2011   | Compilatie        | Compilatie                  | Compilatie               |                                                            |

### Seizoen 2
| Nr. | Uitzenddatum     | Artiest          | Eigen nummer               | Remake andermans nummer             |
| --- | ---------------- | ---------------- | -------------------------- | ----------------------------------- |
| 1   | 14 december 2011 | Armand           | Ben ik te min              | Straattaal 2011                     |
| 1   | 14 december 2011 | Nina             | Straattaal                 | Ben ik te min 2011                  |
| 2   | 21 december 2011 | Corry Konings    | Huilen is voor jou te laat | Zoveel stress 2011                  |
| 2   | 21 december 2011 | Kempi            | Zoveel stress              | Maar is huilen nu voor mij te laat? |
| 3   | 28 december 2011 | Rob de Nijs      | Het werd zomer             | Luie rappers                        |
| 3   | 28 december 2011 | Hef              | Luie mannen                | Hoe kan ik                          |
| 4   | 4 januari 2012   | Imca Marina      | Viva España                | Leef dat feest elke dag             |
| 4   | 4 januari 2012   | Brace            | Vraag jezelf eens af       | Viva la vida                        |
| 5   | 11 januari 2012  | George Baker     | Una paloma blanca          | Tijdmachine 2012                    |
| 5   | 11 januari 2012  | Dio              | Tijdmachine                | Una paloma blanca 2012              |
| 6   | 18 januari 2012  | Margriet Eshuijs | House for sale             | Daar ben je dan                     |
| 6   | 18 januari 2012  | RB Djan          | Hier ben ik dan            | Dit keer is het anders              |
| 7   | 25 januari 2012  | Ronnie Tober     | Rozen voor Sandra          | Er is niemand zoals jij             |
| 7   | 25 januari 2012  | Priester         | Geen 1                     | Rozen voor Sandra 2012              |
| 8   | 1 februari 2012  | Liesbeth List    | Pastorale                  | Ik pluk de dag                      |
| 8   | 1 februari 2012  | Sticky Steez     | Spaanse vlieg              | Pastorale 2012                      |

#### Videoclips
Na de uitzending van iedere aflevering van het tweede en derde seizoen werd op de website Sterren.nl een videoclip geplaatst van het hiphopnummer uit de uitzending. De clips werden gemaakt door Teemong.

### Seizoen 3
| Nr. | Uitzenddatum     | Artiest                           | Eigen nummer                            | Remake andermans nummer           | Hitnotering remake                                         |
| --- | ---------------- | --------------------------------- | --------------------------------------- | --------------------------------- | ---------------------------------------------------------- |
| 1   | 12 december 2012 | Jan Keizer en Anny Schilder (BZN) | Mon amour                               | Gypsy                             |                                                            |
| 1   | 12 december 2012 | Murda Turk                        | Gypsy                                   | Mon amour 2012                    |                                                            |
| 2   | 19 december 2012 | Koos Alberts                      | Ik verscheurde je foto                  | Wat geweest is, telt niet meer    |                                                            |
| 2   | 19 december 2012 | Nino                              | Lucifer                                 | Ik verscheurde je foto 2012       |                                                            |
| 3   | 2 januari 2013   | Peter Koelewijn                   | Kom van dat dak af                      | Niet zo mij                       |                                                            |
| 3   | 2 januari 2013   | Typhoon                           | Zo niet mij                             | Kom van dat dak af 2013           |                                                            |
| 4   | 9 januari 2013   | Ria Valk                          | Hou je echt nog van mij, Rocking Billy? | Baby                              |                                                            |
| 4   | 9 januari 2013   | Jayh                              | Mijn baby                               | Lieve Ria                         |                                                            |
| 5   | 16 januari 2013  | Het Goede Doel                    | België                                  | Alle moeders heten mama           | Nr. 8 in de Single Top 100                                 |
| 5   | 16 januari 2013  | Mr. Polska                        | Berghuis                                | België 2013                       |                                                            |
| 6   | 23 januari 2013  | Astrid Nijgh                      | Ik doe wat ik doe                       | Wonder                            |                                                            |
| 6   | 23 januari 2013  | Sjaak                             | Baby go down                            | Doe wat ik doe                    |                                                            |
| 7   | 30 januari 2013  | Maggie MacNeal                    | Terug naar de kust                      | It ain't no use                   |                                                            |
| 7   | 30 januari 2013  | BolleBof                          | Het heeft geen zin                      | Terug naar de kust 2013           |                                                            |
| 8   | 6 februari 2013  | Danny de Munk                     | Ik voel me zo verdomd alleen            | Tuig van de richel                | Nr. 26 in de Nederlandse Top 40 Nr. 7 in de Single Top 100 |
| 8   | 6 februari 2013  | Lil' Kleine                       | Tuig van de richel                      | Ik voel me zo verdomd alleen 2013 | Nr. 73 in de Single Top 100                                |

### Seizoen 4
| Nr. | Uitzenddatum     | Artiest       | Eigen nummer                         | Remake andermans nummer        |
| --- | ---------------- | ------------- | ------------------------------------ | ------------------------------ |
| 1   | 7 januari 2015   | Frank Boeijen | Zwart wit                            | De vraag van het bestaan       |
| 1   | 7 januari 2015   | Fit           | Laat maar komen                      | Zwart wit 2015                 |
| 2   | 14 januari 2015  | Anita Meyer   | They don't play our lovesong anymore | Alles geprobeerd               |
| 2   | 14 januari 2015  | Dicecream     | Blijf bij mij                        | Lovesong                       |
| 3   | 21 januari 2015  | Harry Slinger | Je loog tegen mij                    | M'n zusje                      |
| 3   | 21 januari 2015  | Ronnie Flex   | Zusje                                | Je loog tegen mij 2015         |
| 4   | 28 januari 2015  | Loïs Lane     | It's the first time                  | Regen op warm asfalt 2015      |
| 4   | 28 januari 2015  | Jiggy Djé     | Regen op warm asfalt                 | Ik zal je zeggen               |
| 5   | 4 februari 2015  | Rick de Leeuw | Met hart en ziel                     | Breek mij                      |
| 5   | 4 februari 2015  | Wudstik       | Breek                                | Hoofd, hart & ziel             |
| 6   | 11 februari 2015 | Heddy Lester  | De mallemolen                        | Naaktslak 2015                 |
| 6   | 11 februari 2015 | Rico          | Naaktslak                            | De mallemolen 2015             |
| 7   | 4 maart 2015     | Maribelle     | Ik hou van jou                       | Loslaten 2015                  |
| 7   | 4 maart 2015     | Feis          | Loslaten                             | Ik hou van jou 2015            |
| 8*  | 25 maart 2015    | Thé Lau       | Iedereen is van de wereld            | Hemel valt 2015                |
| 8*  | 25 maart 2015    | Typhoon       | Hemel valt                           | Iedereen is van de wereld 2015 |
| 9   | 1 april 2015     | Erik Mesie    | Stiekem gedanst                      | Tien meisjes 2015              |
| 9   | 1 april 2015     | Bokoesam      | Tien meisjes                         | Stiekem gedanst 2015           |

* Seizoen vier zou in eerste instantie uit acht afleveringen bestaan. Deze aflevering werd opgenomen en ingelast vanwege Thé Laus naderende dood. Hij overleed drie maanden na de uitzending.

### Seizoen 5
| Nr. | Uitzenddatum     | Artiest                            | Eigen nummer                   | Remake andermans nummer  |
| --- | ---------------- | ---------------------------------- | ------------------------------ | ------------------------ |
| 1   | 2 november 2016  | Lee Towers                         | You'll Never Walk Alone        | Brak Obama 2016          |
| 1   | 2 november 2016  | Stepherd en Skinto                 | Brak Obama                     | Nooit alleen             |
| 2   | 9 november 2016  | Ten Sharp                          | You                            | Maybe                    |
| 2   | 9 november 2016  | Cho                                | Misschien wel hè?              | You 2016                 |
| 3   | 16 november 2016 | Boudewijn de Groot Herman van Veen | Avond Opzij                    | Ik geloof                |
| 3   | 16 november 2016 | Diggy Dex                          | Treur niet (Ode aan het leven) | Ik geloof                |
| 4   | 23 november 2016 | Trafassi                           | Wasmasjien                     | Kifesh 2016              |
| 4   | 23 november 2016 | Sevn Alias                         | Kifesh                         | Wasmasjien 2016          |
| 5   | 30 november 2016 | Ruth Jacott                        | Vrede                          | Zulke dingen doe je 2016 |
| 5   | 30 november 2016 | I Am Aisha                         | Zulke dingen doe je            | Ik ga het maken, baby    |
| 6   | 7 december 2016  | Mathilde Santing                   | Wonderful life                 | Ga maar vast slapen 2016 |
| 6   | 7 december 2016  | Jebroer                            | Ga maar vast slapen            | Maak je niet druk om mij |
| 7   | 14 december 2016 | Johnny Logan                       | Hold me now                    | The Jam 2016             |
| 7   | 14 december 2016 | Digitzz                            | The Jam                        | Hold me now 2016         |

### Seizoen 6
| Nr. | Uitzenddatum     | Artiest             | Eigen nummer                       | Remake andermans nummer                 |
| --- | ---------------- | ------------------- | ---------------------------------- | --------------------------------------- |
| 1   | 5 november 2020  | Wolter Kroes        | Ik heb de hele nacht liggen dromen | Lekker he 2020                          |
| 1   | 5 november 2020  | Poke                | Lekker he                          | Ik heb de hele nacht liggen dromen 2020 |
| 2   | 12 november 2020 | Edsilia Rombley     | Hemel en aarde                     | Chale 2020                              |
| 2   | 12 november 2020 | Numidia             | Chale                              | Hemel en aarde 2020                     |
| 3   | 19 november 2020 | Syb van der Ploeg   | In nije dei                        | Bandolero 2020                          |
| 3   | 19 november 2020 | Mula B              | Bandolero                          | In nije dei 2020                        |
| 4   | 26 november 2020 | Patricia Paay       | Who's that lady with my man        | Op me monnie 2020                       |
| 4   | 26 november 2020 | Famke Louise        | Op me monnie                       | Who's that lady with my man 2020        |
| 5   | 3 december 2020  | Claudia de Breij    | Mag ik dan bij jou                 | Het goede leven 2020                    |
| 5   | 3 december 2020  | Big2                | Het goede leven                    | Kon ik maar bij jou                     |
| 6   | 10 december 2020 | Trijntje Oosterhuis | Touch me there                     | Tokio voor jou                          |
| 6   | 10 december 2020 | Leafs               | Tokio                              | Touch me there 2020                     |

## Cd en dvd
De nummers uit het eerste seizoen van het programma, behalve die van Anneke Gröhnloh en Stef Bos, werden in 2011 op cd uitgebracht. Op iTunes is bij deze cd ook Meisje luister – Willeke Alberti feat. Ali B te downloaden als bonusnummer en op Spotify te beluisteren. Tevens verschenen alle acht afleveringen op een dubbel-dvd inclusief de cd.
1. De troubadour 2011 – Keizer en Ali B
2. De clown 2011 – Fresku en Ali B
3. Telkens weer 2011 – Kleine Viezerik en Ali B
4. Vaders – Negativ en Ali B
5. Bonnie – Darryl, Ali B en Brownie Dutch
6. Rosamunde 2011 – Yes-R, Ali B en Brownie Dutch
7. Brandend hart – Gio en Ali B
8. 't Is voorbij – Winne, Ali B en Brownie Dutch
9. Spijt – Lenny Kuhr
10. Hé man – Ben Cramer
11. Luister meisje – Willeke Alberti
12. Eeyeeyoo 2011 – Bonnie St. Claire (live van de tv-uitzending)
13. Ik ben niet meer van jou – Dennie Christian
14. 32 jaar later – Henny Vrienten
15. Meisje luister – Willeke Alberti ft. Ali B (exclusief op iTunes en Spotify)

## Concert
Het tweede seizoen van Ali B op volle toeren werd afgesloten door het zogeheten Concert zonder naam. Hieraan namen bijna alle artiesten, rappers en r&b-zangers uit het televisieprogramma deel. Het concert vond plaats op 13 maart 2012 in de Amsterdamse uitgaansgelegenheid Paradiso. Het eerste deel van een vierdelige televisieregistratie werd elf dagen later uitgezonden op Nederland 3.

## Internationaal
Het format van Ali B op volle toeren is verkocht aan acht landen, waaronder België, Duitsland, Portugal, Oekraïne en Zwitserland. Daarnaast wordt er door producent Tuvalu gewerkt aan een internationale variant genaamd Cover Me, waarin artiesten uit verschillende landen onverwacht met elkaar in contact komen. In het najaar van 2012 werd de Vlaamse versie, In de mix, uitgezonden; gepresenteerd door Brahim.

## Prijzen
In maart 2011 kreeg het programma De Positive Young Media Award, een prijs die wordt toegekend aan positieve rolmodellen voor jongeren in de media. De jury betitelde de show onder meer als "een perfecte match tussen oude en nieuwe Nederlandse cultuur". Twee maanden later kreeg het programma een eervolle vermelding bij de uitreiking van de Zilveren Nipkowschijf.
De Duitse variant van het programma, dat de titel Cover My Song draagt, werd in 2012 bekroond met de Deutscher Fernsehpreis in de categorie docutainment, een belangrijke televisieprijs. Het Nederlandse origineel was genomineerd voor de Gouden Televizier-Ring 2012, maar de prijs ging naar The voice of Holland.

## Trivia
- In 2017 verscheen een andere versie van het programma onder de naam Tijl B op volle toeren dat gepresenteerd werd door Tijl Beckand. Hierin werden pop-artiesten gemixt met artiesten uit de klassieke muziek.[6]
- Ali B op volle toeren is offline gehaald nadat Ali B veroordeeld werd voor meerdere zedendelicten.[7]